# Норман, Эндрю
Э́ндрю Но́рман (англ. Andrew Norman, род. 27 июня 1980 года) — английский профессиональный игрок в снукер. Живёт в Бристоле, Англия.
Норман дважды выходил в 1/16 Гран-при (в 2006 и 2007), что позволило ему подняться до 42-го места в официальном рейтинге. После не очень убедительных выступлений в сезоне 2008/09 занял 74-ю строку рейтинга. Ещё более невыразительные выступления в сезоне 2009/10 и поражение в первом же матче квалификации к чемпионату мира заставили Нормана попрощаться с мэйн-туром на следующий сезон, но уже к сезону 2011/12 он вернулся благодаря победе на Q School.